# Virokin
Ein Virokin ist ein virales Zytokin oder Chemokin, das meistens als kompetitiver Inhibitor von Zytokinen oder Chemokinen wirkt.

## Eigenschaften
Virokine werden von Viren zur Immunevasion gebildet und gehören zu den Virulenzfaktoren. Durch Bindung an die Rezeptoren der Zytokine können die zelleigenen proinflammatorischen Zytokine nur noch vermindert an ihre Rezeptoren binden und eine Immunreaktion auslösen. Teilweise wird eine Hemmung auch durch virale Rezeptoren erreicht. Antiinflammatorische Virokine wie vIL-10 führen dagegen meist nicht zu einer Hemmung, sondern zu einer Aktivierung ihres jeweiligen Rezeptors, was in einer Dämpfung der Immunantwort resultiert. Virokine kommen unter anderem in verschiedenen Herpesviren, in Pockenviren und im HIV vor. Beispiele für Virokine sind das virale Interleukin-6 aus dem humanen Herpesvirus 8, das virale Interleukin-8 des Marek's Disease Virus, das virale Interleukin-10 des ORF-Virus und des Epstein-Barr-Virus, das vMIP I–III des HHV-8, das Vaccinia Growth Factor und das Vaccinia virus complement control protein aus dem Vacciniavirus, virale Varianten des TNF-Rezeptors und des IL-1beta-Rezeptors und das p17 von HIV.

## Geschichte
Die Bezeichnung Virokine wurde 1988 von Bernard Moss geprägt.